# حسینعلی قاسم‌زاده
حسین‌علی قاسم‌زاده (زادهٔ ۱۳۳۸ در بابل) سیاستمدار اصول‌گرای ایرانی و هم‌اکنون مدیرکل نظارت بر قوانین مجلس شورای اسلامی می‌باشد. وی نماینده حوزه انتخابیه بابل در دوره پنجم، ششم و هفتم مجلس شورای اسلامی بوده‌است. وی معاون آموزشی دانشگاه زاهدان، رئیس دانشگاه پیام نور استان تهران و مدیرکل شورای فرهنگ عمومی کشور نیز بوده‌است.

## انتخابات ریاست‌جمهوری ۱۴۰۳
وی در روز یکشنبه ۱۳ خرداد ۱۴۰۳ با حضور در وزارت کشور برای انتخابات ریاست‌جمهوری دوره چهاردهم ثبت‌ نام کرد.